# Master Blaster
Master Blaster er en DJ- og Producertrio fra Tyskland.

## Diskografi

### Album
| Titel               | År   | Noter                              |
| ------------------- | ---- | ---------------------------------- |
| We Love Italo Disco | 2003 | First published: May 26, 2003      |
| Put Your Hands Up   | 2008 | First published: February 12, 2008 |

### Singler
| Titel                              | År   | Noter                                                       |
| ---------------------------------- | ---- | ----------------------------------------------------------- |
| "Hypnotic Tango"                   | 2002 | Cover of My Mine - "Hypnotic Tango" (1983)                  |
| "Ballet Dancer"                    | 2003 | Cover of The Twins - "Ballet Dancer" (1983)                 |
| "How Old R U"                      | 2003 | Cover of Miko Mission - "How Old Are You?" (1984)           |
| "Dial My Number"                   | 2004 | Cover of Romano Bais - "Dial My Number" (1985)              |
| "Since You've Been Gone"           | 2006 | Cover of Russ Ballard - "Since You've Been Gone" (1976)     |
| "Walking in Memphis / Can Delight" | 2007 | Cover of Marc Cohn - "Walking in Memphis" (1991)            |
| "Everywhere"                       | 2008 | Cover of Michelle Branch - "Everywhere" (2001)              |
| "Come Clean"                       | 2009 | Cover of Hilary Duff - "Come Clean" (2003)                  |
| "Back to the Sunshine"             | 2010 | Cover of Münchener Freiheit - "Back to the Sunshine" (1987) |
| "Hypnotic Tango 2k12"              | 2012 | Cover of My Mine - "Hypnotic Tango" (1983)                  |
| "How Old Are You 2014"             | 2014 | Cover of Miko Mission - "How Old Are You?" (1984)           |
| "Now You're Gone" (& Norda)        | 2018 | Cover of Basshunter - "Now You're Gone" (2007)              |

| Musikgruppe | Spire Denne artikel om en tysk musikgruppe er en spire som bør udbygges. Du er velkommen til at hjælpe Wikipedia ved at udvide den. |